# Iglesia de Santa María Magdalena (Villafranca del Cid)
La iglesia de Santa María Magdalena de Villafranca del Cid, de estilo renacentista, es un templo católico situado en el centro histórico de la población y sede de una parroquia del obispado de Segorbe-Castelló. Este edificio está calificado como Bien de Relevancia Local con la categoría de Monumento de Interés Local.

## Historia
La iglesia actual se construye en la mismo lugar que el templo anterior, entre los años 1567 y 1572, proyectada e iniciada por Pere Maseres, maestro de obras, y concluida por Ramón de Pertusa. Durante los siglos siguientes fue objeto de ampliaciones para adaptarla a las nuevas necesidades litúrgicas: El transagrari se construye entre 1667 y 1670, primero por Juan Ibáñez, y a su muerte, por sus discípulos, Juan Felipe y Andrés Diestro; la capilla de la Comunión entre 1725 y 1735 por los hermanos Miguel y Juan Antonio Climent; la sacristía nueva se construye en 1782 y; el campanario se levanta durante los años 1908 y 1911, obra de Francisco Tomás Traver.
En el año 2007 se ha rehabilitado la torre de Conjurar, y está previsto el traslado del museo parroquial a sus dependencias. Y en 2008 se finalizó la rehabilitación de la fachada principal.

## Arquitectura

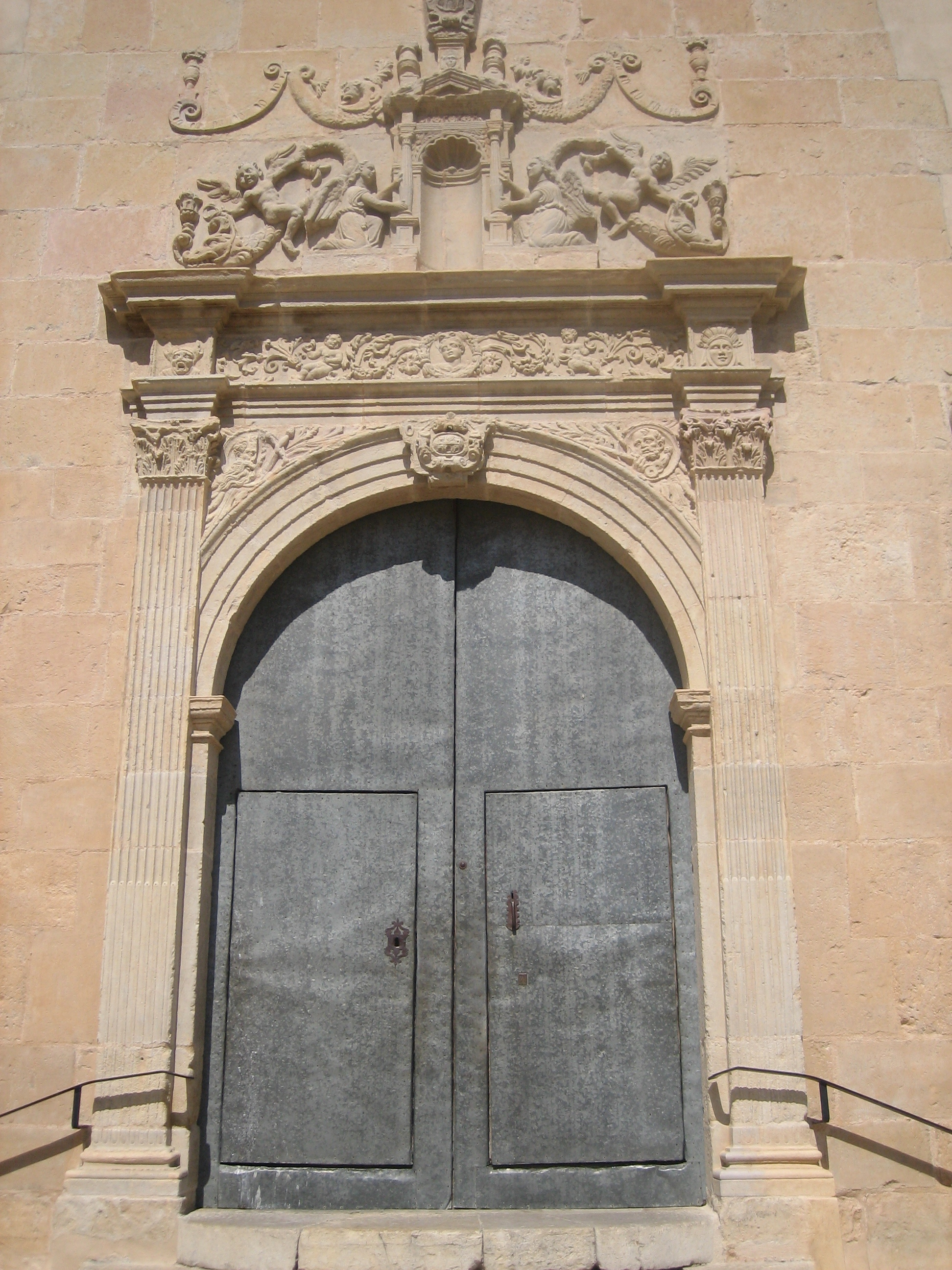
Portada principal.

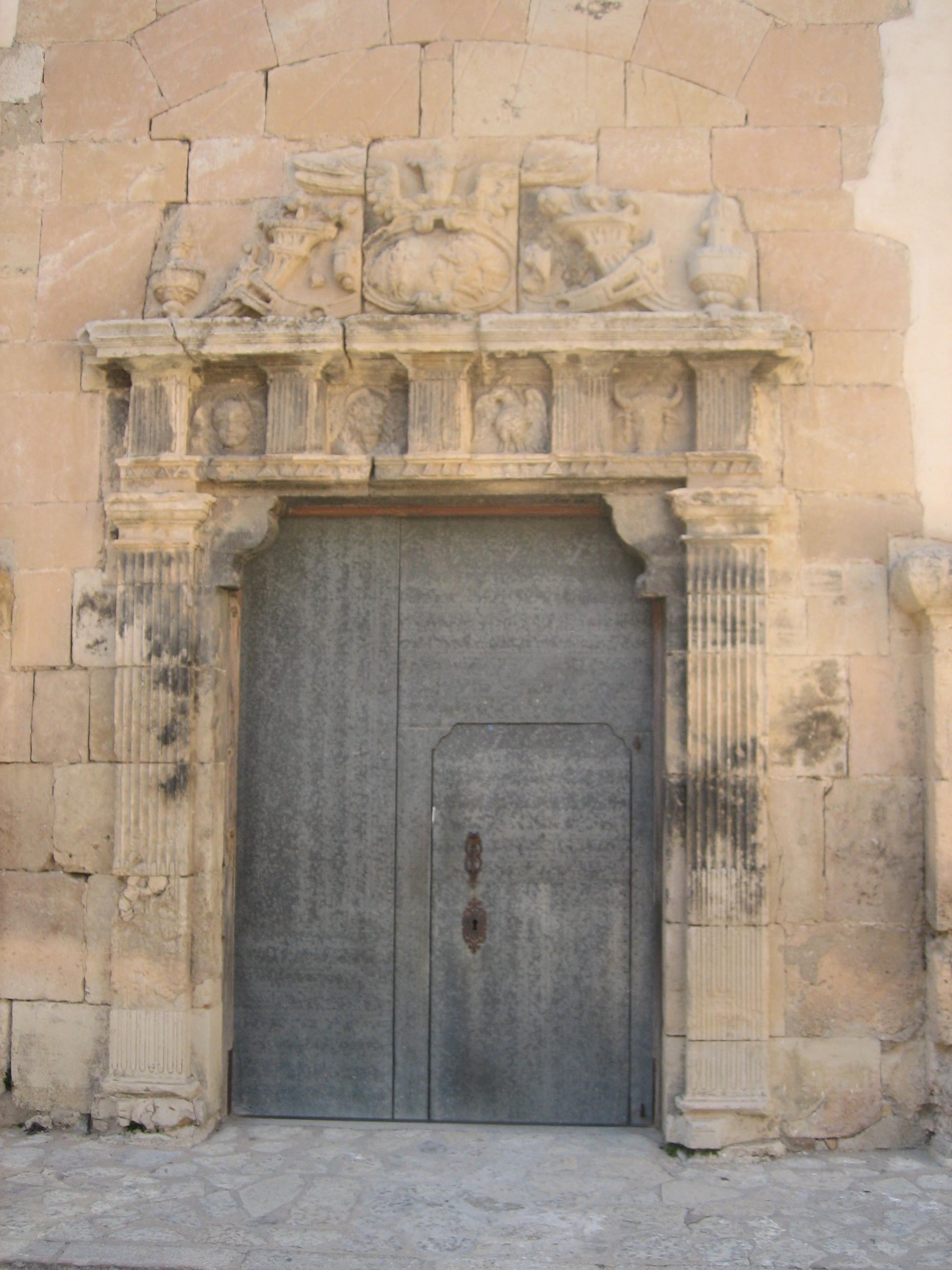
Portada lateral.

Esta iglesia es una de las primeras manifestaciones renacentistas del norte valenciano, siempre coexistiendo con unos modelos constructivos góticos. El nuevo lenguaje, a pesar de que retardado respecto a otras regiones valencianas, se aprecia en las portadas, tanto exteriores como interiores, en la ordenación de las pilastras y columnas, e incluso en las claves y ménsulas, empotradas en la cubierta, un mundo aparentemente gótico, que sin embargo, se renueva y moderniza, haciendo la bóveda de cañón y utilizando nervios de sección cuadrangular.

### Estructura
Iglesia de planta rectangular con cuatro capillas laterales entre contrafuertes y un ábside octogonal rodeado por el transagrario detrás y dos sacristías a los lados, a las cuales se accede por dos puertas de piedra. Tiene coro alto situado a los pies y capilla de la Comunión en el lado del Evangelio, con entrada por una antigua capilla lateral. Por encima de la sacristía del lado del Evangelio se eleva una torre almenada, denominada de Conjurar.
La nave está cubierta de Bóveda de crucería con nervios y terceletes, las capillas laterales tienen bóveda de arista y el ábside una bóveda estrellada. El coro está sostenido con bóveda de crucería. Los arcos de la nave salen de ménsulas-capiteles historiados con los bustos de los apóstoles de la parte superior de los contrafuertes. Las claves del ábside, de la nave y del coro están esculpidas, las primeras con Dios rodeado por personajes del Antiguo Testamento, y las segundas, empezando por los pies de la nave, con María Magdalena rodeada por santas, el Salvador rodeado por ángeles y, la Virgen con el hijo rodeados por santos, en cuanto a las claves principales y secundarias de cada tramo, y las terceras, las del coro, con San Miguel rodeado de ángeles músicos.

#### Capilla del Transagrario
Planta cuadrada con cúpula profusamente decorada con esgrafiados. Las paredes están pintadas, la frontal con Dios adorado por todas las razas, la del lado de la Epístola, con los patrones de la música, y la del lado del Evangelio, los apóstoles en el sepulcro vacío de la Virgen María.
Tuvo funciones de capilla de la Comunión hasta la construcción de la nueva capilla, después se utilizó como trastero, y finalmente como coro.

#### Capilla de la Comunión
La capilla tiene planta de cruz griega con cúpula y, presbiterio plano cubierto con bóveda de horno. En esta capilla se encuentra el retablo gótico de San Miguel que pintó Bernat Serra entre 1429 y 1431.

### Portadas
La portada principal, a los pies de la iglesia, tiene apertura de medio punto con el escudo de la villa en la clave, y en las enjutas, dos medallones con las cabezas de San Pedro y San Pablo, todo enmarcado por pilastras estriadas con capitel corintio, que soportan un entablamento con arquitrabe y cornisa moldurados y, el friso con la cara de Apolo rodeado de espumillones y dos putti, y grotescos en los extremos que representan la noche y el día. Por encima, hornacina en forma de pechina protegida por columnas con el fuste acanalado, ángeles rezando y querubines cabalgando sobre delfines, y en el techo, un frontón coronado por el escudo de la villa y flanqueado por grifos y cintas decorativas, formando un tipo de dosel.
La portada lateral, junto a la Epístola, con arco de dintel en la apertura protegida por pilastras estriadas con capitel dórico, que soportan un entablamento ordenado a la manera clásica: un arquitrabe decorado con puntas de diamantes y angelito, un friso donde se representa el Tetramorfos en las metopas, y una cornisa moldurada. Y por encima, un medallón ovalado representando la aparición de Cristo resucitado a María Magdalena, flanqueado por cuernos de la abundancia que traen una cara de esfinge, y a los extremos, dos jarras.

#### Puertas de las sacristías
La puerta de la sacristía mayor, del lado del Evangelio, presenta apertura de medio punto enmarcada por columnas adosadas acanaladas y el tercio inferior decorado con jarras con flores con capitel corintio. Por encima del entablamento, una hornacina protegida por columnas acanaladas, y a los extremos, jarras con flores.

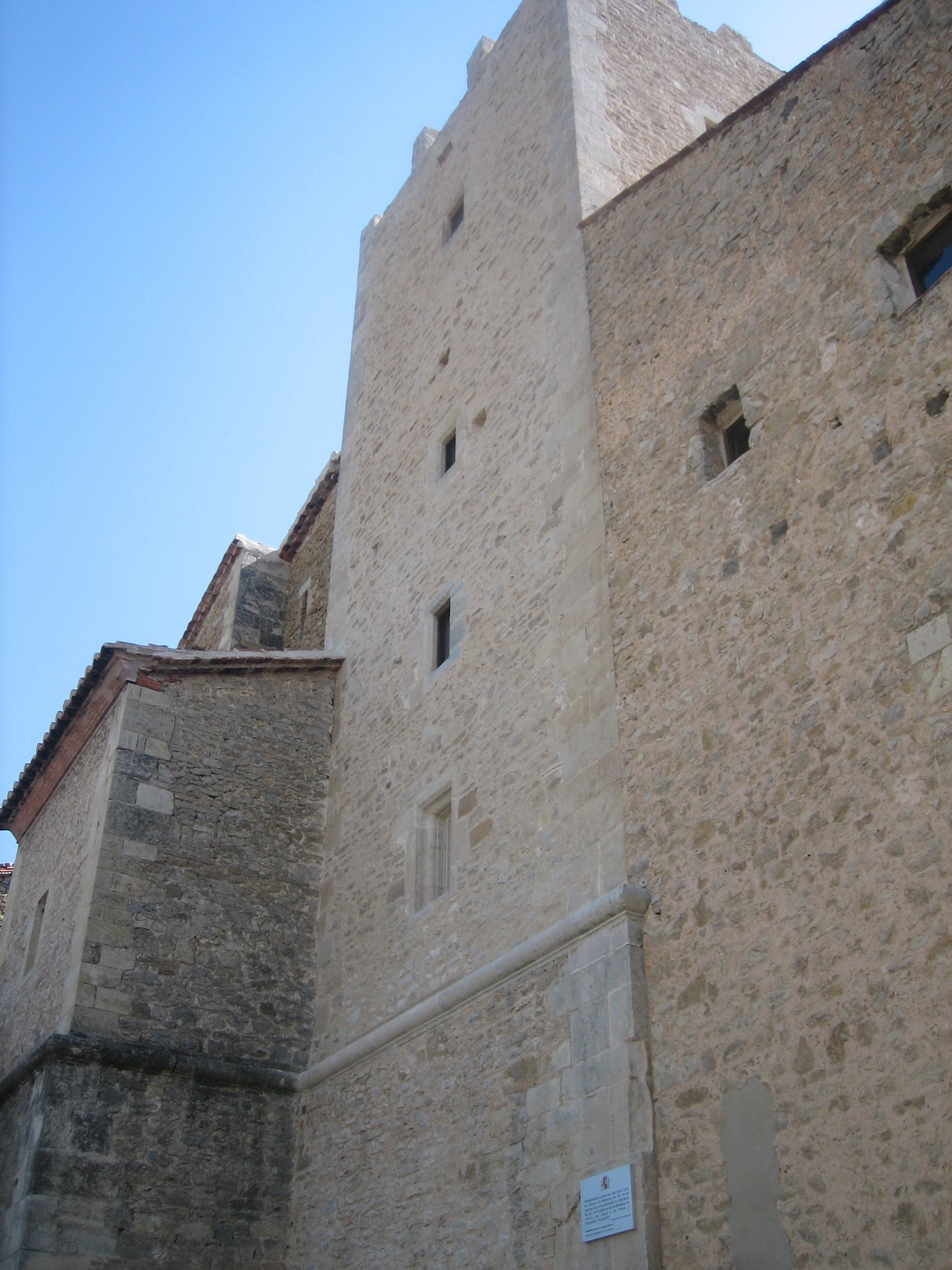
Torre de Conjurar.

La puerta de la sacristía menor, del lado de la Epístola, presenta apertura de medio punto enmarcada por pilastras jónicas decoradas con ángeles y espumillones. Por encima del entablamento, una hornacina apechinada protegida por columnas acanaladas.

### Campanario
Torre adosada al frontis de la iglesia, de planta cuadrada en chaflán, con cuatro cuerpos separados por molduras, donde el segundo es más largo, el tercero es el del reloj, y el cuarto, el de las campanas, presenta una apertura de medio punto en cada cara. Construida toda con sillares y con una altura de 28 metros.

### Torre de Conjurar
Torre de planta rectangular con mampostería de piedra y sillares reforzando los ángulos, posee ventanas en cada una de las caras de cada una de las cuatro plantas, y está cubierta con tejado de una sola vertiente y coronada con almenas.

## Museo parroquial
De la interesante colección de obras de arte y documentación relacionadas con la vida religiosa del templo, destacan tres piezas de orfebrería del siglo XV:
- Cáliz de San Miguel, de 1440, de plata, punzón de Valencia.
- Cruz procesional, de 1450, de plata sobredorado y con esmaltes, de 93 cm de alto, del taller de los Santalínea.
- Reliquiario de Vera Cree, de 1470, punzón de Morella.